# キタノカチドキ
キタノカチドキ（欧字名:Kitano Kachidoki、1971年3月27日 - 1983年9月7日）は、日本の競走馬、種牡馬。
1974年の中央競馬で皐月賞と菊花賞を制し二冠馬となった。テスコボーイの代表産駒の1頭。主戦騎手は武邦彦で、半妹にエリザベス女王杯勝ち馬リードスワローがいる。
500キロの大柄な馬格に比べ、小ぶりで端正な顔や頭が特徴で、当時のクラシック路線において関西の期待を背負っていた馬であった。 ジャックナイフとも表現された切れ味鋭い走りは、従来のスタミナ勝負の競馬をスピード重視へ転換を促すきっかけとなった。同期にはコーネルランサー（日本ダービー）、フジノパーシア（天皇賞・秋・宝塚記念）、アイフル（天皇賞）らがいた。
前年に怪物ハイセイコーの異常な人気から馬券発売の混乱を防ぐ目的で作られたシード制度がこの年から施行されて、キタノカチドキは当時のシード（単枠指定）馬の指定を最初に受けた馬となった。また、出走した三冠レース全てにおいて、キタノカチドキはシード馬に指定されている。

## 出生
キタノカチドキは1971年3月27日に生まれているが、ここに至るまでに紆余曲折があった。母・ライトフレームは佐々木末太郎生産のフロリースカップ系の良血であったが、2歳時に飛節を鉄線に引っ掛けて大怪我を負い、その影響で競走馬になることなく繁殖入りしていた。ところが、初年度産駒が生まれてすぐ死んでからは不受胎が続き、佐々木の息子・節哉の牧場に回されて来ることとなった。
牧場にやってきてから2年連続で不受胎に終わったライトフレームは、裏山に放し飼いされることになった。翌年（1966年4月）に無事発情が来たライトフレームはアングロアラブとの交配に成功。翌年誕生した牡馬・ランムパファーは地方競馬で4勝を挙げ、やっと繁殖牝馬としての結果を出した。3年の間に2頭の牡馬を産んだライトフレームが、売り出し途上のテスコボーイと交配され生まれた仔がキタノカチドキである。

## 競走馬時代

### 3歳
デビュー戦は1973年9月16日の阪神競馬場1200メートルの新馬戦。1番人気に推されたキタノカチドキは見事人気に応え、スタートして100mで楽々と先頭に立ち、ほとんど追うところなしで4馬身差で快勝した。
2戦目は10月7日のデイリー杯3歳ステークス。枠入り不良のために発走が9分遅れるアクシデントがあったものの、重馬場を苦にせず、スタートしてから3頭で競い合う形になり、第3コーナーで1頭、第4コーナーで1頭競り落として、直線で2着馬のフジノタカザクラに9馬身の大差をつけて圧勝した。
その後、11月10日に京都競馬場で行われたオープンも勝ったキタノカチドキは無敗のまま、12月9日、関西の3歳(現2歳)馬NO.1決定戦の阪神3歳ステークスに出走した。このレースでは、2番手の位置から最後の直線に入って抜け出し、2着馬のイットーに3馬身差をつけて勝利した。4戦負けなしでこの年を終えたキタノカチドキはこの年の最優秀3歳牡馬に選出されている。

### 4歳

#### きさらぎ賞～スプリングS
翌1974年、2月10日中京競馬場でのきさらぎ賞では、スタートしてからすぐ2番手につけ、第4コーナーで逃げ馬を交わして、2着馬のホウシュウミサイルに2馬身差で快勝した。
春初戦を快勝したキタノカチドキは2月20日に勇躍東上して中山競馬場に滞在し、1か月後の3月24日のスプリングステークスに出走した。このレースではキタノカチドキは逃げたカネミクニの離れた2番手につけると、直線余裕を持って交わして勝利を収め、無敗のまま皐月賞を目指すこととなった。

#### 皐月賞
この年の皐月賞は厩務員ストライキが長引き、当初の予定日から約3週間後の5月3日に東京競馬場で行われた。また、弥生賞を勝ってライバルと目されたカーネルシンボリが故障で回避したため、一本かぶりの人気になることが予想された。このため、前年のハイセイコーの異常な人気と馬券の売り上げで、万一の直前の出走の取り消しで連勝複式馬券の大混乱を避けるため、中央競馬会がこの年から始めたシード制が適用されて、キタノカチドキは史上初のシード馬（=単枠指定馬）に指定された。
レースはスタートしてすぐにニシキエースと朝日杯3歳ステークスを勝ったミホランザンがハイペースで飛ばして、キタノカチドキは先行して離れた3番手で折り合い、第4コーナーを回って直線に入るところで、やや内にささりながらも両馬を交わして追ってきたコーネルランサーに1馬身半差を付けて快勝した。デビューからの連勝を7に伸ばしたキタノカチドキは無敗のまま、日本ダービーに挑む事となった。

#### 日本ダービー
無敗での三冠達成が期待された日本ダービーだったが、厩務員ストによる3週間の日程繰り下げがキタノカチドキに少なからず影響を及ぼしていた。特に最初は3日間馬房に閉じ込められる事態が生じ、その後は毎週のようにレースが実施されることを前提に強い追い切りをかけたことが皐月賞後に疲れが出てくる結果となった。
ダービー直前の最終追い切りでは内へささり、キタノカチドキの主戦騎手だった武邦彦が「不安を通り越して、恐怖を感じた」と発言するほど、調子が不安視されていた。また単枠指定で7枠19番という外枠からの発走になり、その心理的な不安も加わって、レース前にキタノカチドキに不利な条件が重なることとなった。
そして、5月26日の日本ダービー当日。スタートしてすぐにキタノカチドキは19番枠から果敢に先行したが、好位につけることができずに10番手で第1コーナーを回った。レースはニシキエース、ランドグレース、エリモマーチスが早いペースで逃げて、この3頭がバテると急にスローな展開となり、第3コーナーではダンゴ状態になるというダービーでは珍しい展開になった。キタノカチドキはずっと馬群の中にいて、第4コーナーで先行集団に追いつき、いつでも抜け出せる位置につけた。だが、余分なスタミナを使ってしまったのか、最後の直線で先に行くコーネルランサーとインターグッドの間を抜け出そうとしたところで内へささり、立て直そうとすると外へもたれるなどしてヨレて真っ直ぐ追える状態ではなく、優勝したコーネルランサーから1馬身差の3着に敗れ、初黒星を喫した。

#### 神戸新聞杯～京都新聞杯
ダービー後、暑さのために一時は夏負け一歩手前まで体調を崩したものの、涼しくなってから急速に回復したキタノカチドキは休み明け初戦として9月29日の神戸新聞杯に出走し、ダテパーパスオーとエリモマーチスを先に行かせてじっと見ながらレースをすすめ、第4コーナーで並びかけると直線楽々と先頭に立ち3馬身差の圧勝であった。その3週間後の10月20日、京都新聞杯ではバンブトンオールとカワチボーイを先に行かせてそのすぐ後の集団の先頭に立ち、じっくりと追いながら交わして直線同じ厩舎のニホンピロセダンが最後まで食い下がったが余裕を持ってクビ差で勝利を収めた。まるで菊花賞の勝ち方を試すような騎乗ぶりで、この京都新聞杯で極力スタミナを消耗させないレースをさせて完璧にそれをこなした。菊花賞トライアルの2レースを連勝したキタノカチドキは11月10日の菊花賞を迎えた。

#### 菊花賞
菊花賞では圧倒的1番人気であったが、3番枠からゆっくりとしたスタートとともに好位をキープして折り合いに専念して、遅いペースではあったがキタノカチドキは人馬とも呼吸があい、そのペースに順応していた。レースはヤマトバーボンが逃げてバンブトンオールとナスノカゲが2番手につけて更にかなり遅れてキタノカチドキが付けていた。第3コーナーの坂の辺りから全体が動き始めて第4コーナーを回る頃にはバンブトンオールが先頭に立った。バンブトンオールの鞍上・福永洋一は後ろを振り返ってキタノカチドキの位置を確かめながら追い始めていた。そして、直線は先に行くバンブトンオールとキタノカチドキ、福永洋一と武邦彦、天才と名人の争いとなったが、キタノカチドキは楽に交わして1馬身余の差をつけたところがゴールであった。このレースはスローペースで上がりの競馬となったため、後ろから来た馬には届きようがないレースでもあったので、スタミナに不安のあるキタノカチドキにとってはスタミナが温存できて、しかも脚質が先行馬なので何もかもが上手く運んだレースであった。しかし、元々スピード豊かなテスコボーイ産駒で能力的にも速いスピードを持っていることは皐月賞での2分1秒7のタイムが証明していて（2年後、同じ府中の皐月賞でトウショウボーイが勝ったタイムは2分1秒6でわずかコンマ0秒1差）、菊花賞のように長い距離をスローペースで行ってもじっくり折り合えるだけの対応力を持っていたのがトウショウボーイとの違いである。
皐月賞と菊花賞の2冠を達成したキタノカチドキはこの年の年度代表馬を受賞した。テスコボーイ産駒としては、実績としては天皇賞を勝ったホクトボーイ（トウショウボーイの同期）と並び、もっとも距離に融通性を持っていたことになるが、山野浩一は「菊花賞はスローペースと武邦彦の好騎乗のお陰で勝っただけで、2000ｍまでは無敵の強さだが、2400ｍ以上はスタミナが足りない」と語っている。

### 5歳
古馬になった翌1975年、初戦は2月22日の京都競馬場でのオープンだったが63キロの斤量が祟って、ラッキーオイチの2着に敗れてしまう。次走の4月13日のマイラーズカップでは、当時有馬記念を勝って最強と謳われたタニノチカラを相手に勝ち、これがキタノカチドキにとって現役最後の勝利となった。
そして、4月29日の天皇賞（春）ではイチフジイサミに直線で交わされて、2着に競り負けた。日本ダービーでは前の馬を捉えきれずに脚を余したと言われていたが、初めて後ろからの馬に交わされての力負けであった。志摩直人はキタノカチドキが負けた原因を「血の宿命だ」とテレビ中継の中で語っている。
天皇賞後、キタノカチドキは脚部不安に悩まされる事になり、宝塚記念を断念して休養に入った。
その後、キタノカチドキは年末の有馬記念のファン投票で第1位に選出されたが、陣営はレースには出走せずに年内一杯休養するつもりでいた。しかし、出走しなければ、有馬記念に出走する関西馬がゼロになる可能性が出てきたため、出走を決意。8か月ぶりの出走にもかかわらず2番人気に推されたが、レース中に左前種子骨剥離骨折および右前副腕骨骨折を発症してしまい、競走生活唯一の着外となる8着に敗れた。この両脚の骨折が原因でキタノカチドキは有馬記念の翌日、引退する事になった。

## 種牡馬時代
競走馬引退後はテスコボーイの後継種牡馬として、八大競走勝ち馬こそ送り出せなかったものの重賞勝ち馬を毎年送り出していた。しかし、1983年9月7日、突然の心臓発作によりその能力を充分に受け継いだ産駒を出せないまま死亡した。12歳没。母ライトフレームとその姉も心臓麻痺で急死しており、この裏事情を知っていた生産者・佐々木節哉もこのことを危惧していたという。

### 主な産駒
- 1977年産
  - タカノカチドキ（京都4歳特別、菊花賞3着）
- 1979年産
  - トーワカチドキ（金鯱賞）
  - ラドンナリリー（東京3歳優駿牝馬）
- 1980年産
  - カシマアーバン（カブトヤマ記念2着2回、中京記念2着、中日新聞杯2着）
- 1982年
  - マチカネイシン（小倉大賞典）
  - ホリノカチドキ（安田記念2着、阪急杯2着、CBC賞2着）
- 1984年
  - カイラスアモン（東京新聞杯、中山記念2着）

### ブルードメアサイアーとしての主な産駒
- 1988年産
  - リンデンリリー（父ミルジョージ、エリザベス女王杯、ローズステークス）
  - ソーエームテキ（コトノアサブキ、京都3歳ステークス[注 4]、NHK杯3着）
- 1997年産
  - ジョーディシラオキ（父オジジアン、チューリップ賞）
- 1999年産
  - ヒミツヘイキ（父ダミスター、ユニコーンステークス、報知オールスターカップ、平和賞）

その他、コスモバルクの4代父に数少ないその名を見ることができる。

## エピソード
- 気性的に荒いところがあり、関東初遠征の緒戦となったスプリングステークス[注 5]では、ゴール後の第1コーナーを回り切れないという珍事を引き起こしている。
- スタートで飛び出しつつすぐさま控え、道中好位置をキープしながら、最後の直線半ばで抜け出すスタイルの「好位差し」戦法を得意としていた。シンザンもこの型であり、むしろ騎手である栗田勝や武邦彦が得意としていた戦法である。杉本清が他の馬の一般レース実況中に武邦彦の騎乗を「行っておいて下げる、まさに名人」とよくアナウンスしていた。[注 6]。しかし、キタノカチドキは元々からたぐい稀なスピードを持っている先行脚質の馬である。
- 1974年の菊花賞は、同年の日本ダービーで敗戦を喫して全勝記録が途絶えたことから、騎手を務めた武邦彦が「勝ち方はともかく、カチドキを絶対に勝利へと導かねばならない」という不退転の決意を持って挑んだレースであり、本馬は直線に入って外に膨れたりするなど、これまで積み重ねてきた勝ち方とはおよそ違う内容の一戦となりながらも、福永洋一騎乗のバンブトンオールの追撃を退けて勝利した。レース終了後、第2コーナー付近近くまで馬を行かせた時点で、武が手に目をやるシーンが関西テレビの中継でアップされた。武はその時のことをのちに聞かれ、「目にゴミが入ったから」とそのシーンを述懐したが、実はうっすらと嬉し涙を浮かべていた。
- 優駿誌の1975年2月号にて1974年4歳馬で史上初のフリーハンデ64が与えられ、シンザンの63を越える記録であった。因みにその前後では1970年タニノムーティエ、1973年タケホープ、1975年カブラヤオー、1976年トウショウボーイのフリーハンデは63で当時としては少なくとも4歳時の評価はキタノカチドキが一番高かったことになる。後にミスターシービーが三冠を達成する1983年に65、翌年のシンボリルドルフは67で1983年までこの一番高いランクは続いた。その後はミホシンザン、ダイナガリバー、サクラスターオーは64で、オグリキャップ、トウカイテイオー、ミホノブルボンは65の評価を受けている。なお、古馬になった1975年は実績がもう一つだったため、60の評価しか与えられていない。

## 血統表
| キタノカチドキの血統                   | キタノカチドキの血統                               | キタノカチドキの血統                         | （血統表の出典）                             | （血統表の出典）    |
| 父系                                   | テスコボーイ系                                     | テスコボーイ系                               | テスコボーイ系                               | [ § 2 ]             |
| 父 *テスコボーイ Tesco Boy 1963 黒鹿毛 | 父の父Princely Gift 1951 鹿毛                      | Nasrullah                                    | Nearco                                       | Nearco              |
| 父 *テスコボーイ Tesco Boy 1963 黒鹿毛 | 父の父Princely Gift 1951 鹿毛                      | Nasrullah                                    | Mumtaz Begum                                 |                     |
| 父 *テスコボーイ Tesco Boy 1963 黒鹿毛 | 父の父Princely Gift 1951 鹿毛                      | Blue Gem                                     | Blue Peter                                   | Blue Peter          |
| 父 *テスコボーイ Tesco Boy 1963 黒鹿毛 | 父の父Princely Gift 1951 鹿毛                      | Blue Gem                                     | Sparkle                                      |                     |
| 父 *テスコボーイ Tesco Boy 1963 黒鹿毛 | 父の母Suncourt 1952 黒鹿毛                         | Hyperion                                     | Gainsborough                                 | Gainsborough        |
| 父 *テスコボーイ Tesco Boy 1963 黒鹿毛 | 父の母Suncourt 1952 黒鹿毛                         | Hyperion                                     | Selene                                       |                     |
| 父 *テスコボーイ Tesco Boy 1963 黒鹿毛 | 父の母Suncourt 1952 黒鹿毛                         | Inquisition                                  | Dastur                                       | Dastur              |
| 父 *テスコボーイ Tesco Boy 1963 黒鹿毛 | 父の母Suncourt 1952 黒鹿毛                         | Inquisition                                  | Jury                                         |                     |
| 母 ライトフレーム 1959 黒鹿毛          | 母の父*ライジングフレーム Rising Flame 1947 黒鹿毛 | The Phoenix                                  | Chateau Bouscaut                             | Chateau Bouscaut    |
| 母 ライトフレーム 1959 黒鹿毛          | 母の父*ライジングフレーム Rising Flame 1947 黒鹿毛 | The Phoenix                                  | Fille de Poete                               |                     |
| 母 ライトフレーム 1959 黒鹿毛          | 母の父*ライジングフレーム Rising Flame 1947 黒鹿毛 | Admirable                                    | Nearco                                       | Nearco              |
| 母 ライトフレーム 1959 黒鹿毛          | 母の父*ライジングフレーム Rising Flame 1947 黒鹿毛 | Admirable                                    | Silvia                                       |                     |
| 母 ライトフレーム 1959 黒鹿毛          | 母の母グリンライト 1947 栗毛                       | *ダイオライト Diolite                        | Diophon                                      | Diophon             |
| 母 ライトフレーム 1959 黒鹿毛          | 母の母グリンライト 1947 栗毛                       | *ダイオライト Diolite                        | Needle Rock                                  |                     |
| 母 ライトフレーム 1959 黒鹿毛          | 母の母グリンライト 1947 栗毛                       | 栄幟                                         | *プライオリーパーク                          | *プライオリーパーク |
| 母 ライトフレーム 1959 黒鹿毛          | 母の母グリンライト 1947 栗毛                       | 栄幟                                         | 賀栄                                         |                     |
| 母系(F-No.)                            | フロリースカツプ(GB)系(FN:3-l)                     | フロリースカツプ(GB)系(FN:3-l)               | フロリースカツプ(GB)系(FN:3-l)               | [ § 3 ]             |
| 5代内の近親交配                        | Nearco4×4=12.50%、Pharos(Fiarway)5.5×5=9.38%       | Nearco4×4=12.50%、Pharos(Fiarway)5.5×5=9.38% | Nearco4×4=12.50%、Pharos(Fiarway)5.5×5=9.38% | [ § 4 ]             |
| 出典                                   | 1. 2. 3. 4.                                        | 1. 2. 3. 4.                                  | 1. 2. 3. 4.                                  | 1. 2. 3. 4.         |

- ニホンピロウイナーはキタノカチドキの半妹、ニホンピロエバート（父・チャイナロック）の産駒であり、キタノカチドキの甥である。
- 祖母グリンライトは史上初めて日本ダービーを父仔制覇したマツミドリの妹にあたる。この一族は妹リードスワロー、甥ニホンピロウイナー以外にも、甥にあたる東京盃・関東盃を制したジングウブレーブや姪の仔ニホンピロスワンなど多くの活躍馬を輩出している。またサンドピアリス-タマモストロング親子もグリンライトの子孫である。
- 6代母フロリースカツプは小岩井農場の基礎輸入牝馬の1頭。